# Чемпионат СССР по тяжёлой атлетике 1972
47-й чемпионат СССР по тяжёлой атлетике прошёл с 11 по 15 апреля 1972 года в Доме спорта «Калев» в Таллине (Эстонская ССР). В нём приняли участие 146 атлетов, которые были разделены на 9 весовых категорий. Это был последний чемпионат СССР, программа которого состояла из троеборья (жим, рывок и толчок).

## Медалисты
| Категория                       | Золото                                        | Золото                           | Серебро                                   | Серебро                          | Бронза                                        | Бронза                        |
| До 52 кг (наилегчайший вес)     | Владимир Сметанин Вооружённые Силы Свердловск | 332,5 кг (110 + 95 + 127,5)      | Адам Гнатов «Локомотив» Львов             | 325 кг (117,5 + 85 + 122,5)      | Рафил Ханов «Труд» Уфа                        | 317,5 кг (105 + 90 + 122,5)   |
| До 56 кг (легчайший вес)        | Геннадий Четин «Зенит» Пермь                  | 367,5 кг (117,5 + 107,5 + 137,5) | Рафаил Беленков «Спартак» Минск           | 365 кг (120 + 105 + 140)         | Владимир Аникин Вооружённые Силы Рига         | 362,5 кг (115 + 105 + 142,5)  |
| До 60 кг (полулёгкий вес)       | Дито Шанидзе «Гантиади» Тбилиси               | 402,5 кг (125 + 122,5 + 155)     | Николай Варава «Авангард» Ворошиловград   | 382,5 кг (130 + 110 + 142,5)     | Александр Дынников «Динамо» Рига              | 370 кг (117,5 + 110 + 142,5)  |
| До 67,5 кг (лёгкий вес)         | Пётр Король «Динамо» Львов                    | 447,5 кг (147,5 + 125 + 175)     | Мухарбий Киржинов Вооружённые Силы Москва | 445 кг (140 + 135 + 170)         | Владимир Дрекслер «Енбек» Алма-Ата            | 422,5 кг (152,5 + 115 + 155)  |
| До 75 кг (полусредний вес)      | Виктор Куренцов Вооружённые Силы Хабаровск    | 477,5 кг (160 + 135 + 182,5)     | Александр Колодков «Спартак» Алма-Ата     | 477,5 кг (165 + 132,5 + 180)     | Валентин Михайлов «Авангард» Ворошиловград    | 470 кг (160 + 135 + 175)      |
| До 82,5 кг (средний вес)        | Борис Павлов «Спартак» Донецк                 | 515 кг (170 + 150 + 195)         | Геннадий Иванченко «Динамо» Рига          | 510 кг (170 + 145 + 195)         | Владимир Рыженков «Динамо» Москва             | 507,5 кг (170+ 152,5 + 185)   |
| До 90 кг (полутяжёлый вес)      | Давид Ригерт «Труд» Шахты                     | 555 кг (185 + 165 + 205)         | Александр Кидяев «Авангард» Ворошиловград | 537,5 кг (187,5 + 147,5 + 202,5) | Станислав Терехов Вооружённые Силы Хабаровск  | 522,5 кг (180 + 145 + 197,5)  |
| До 110 кг (тяжёлый вес)         | Яан Тальтс «Йыуд» Таллин                      | 587,5 кг (207,5 + 160 + 220)     | Павел Первушин Вооружённые Силы Ленинград | 577,5 (185 + 175 + 217,5)        | Владимир Голованов Вооружённые Силы Хабаровск | 565 кг (197,5 + 160 + 207,5)  |
| Свыше 110 кг (супертяжёлый вес) | Василий Алексеев «Труд» Шахты                 | 645 кг (235 + 172,5 + 237,5)     | Станислав Батищев «Авангард» Донецк       | 625 кг (220 + 175 + 225)         | Николай Козинцев «Динамо» Донецк              | 390 кг (207, 5 + 165 + 217,5) |